# Euphorbia johnstonii
Euphorbia johnstonii es una especie fanerógama perteneciente a la familia de las euforbiáceas.  Es originaria de  México.

## Taxonomía
Euphorbia johnstonii fue descrita por Mark Hasslock Mayfield y publicado en Sida 14(4): 574, f. 1a–f. 1991.
Etimología
Euphorbia: nombre genérico que deriva del médico griego del rey Juba II de Mauritania (52 a 50 a. C. - 23), Euphorbus, en su honor – o en alusión a su gran vientre –  ya que usaba médicamente Euphorbia resinifera. En 1753 Carlos Linneo asignó el nombre a todo el género.
johnstonii: epíteto otorgado  en honor del botánico estadounidense, Marshall Conring Johnston (1930-), estudioso de la flora de Texas y norte de México.
Sinonimia
- Chamaesyce johnstonii (Mayfield) Mayfield	[5][6]